# Violência sexual na África do Sul

África do Sul

A taxa de violência sexual na África do Sul está entre as mais altas registradas no mundo. As estatísticas policiais de estupros denunciados, em termos per capita, têm caído nos últimos anos, embora as razões para essa queda não tenham sido analisadas e não se saiba quantos estupros não são reportados. Mais mulheres são vítimas do que homens, e crianças também têm sido alvo, em parte devido ao mito de que ter relações sexuais com uma virgem cura um homem do HIV/AIDS. As vítimas de estupro correm alto risco de contrair HIV/AIDS, dada a elevada prevalência da doença na África do Sul. O “estupro corretivo” também é praticado contra homens e mulheres LGBT.
O Governo da África do Sul estabeleceu diversas medidas, incluindo legislação e iniciativas para prevenir e combater o problema. Entre elas, está a criação da Unidade de Delitos Sexuais e Assuntos Comunitários (SOCA) em 1999 e uma rede de Centros de Atendimento Thuthuzela. São centros de apoio a vítimas de violência sexual que empregam uma abordagem transdisciplinar para lidar com as consequências do ataque e são considerados pelas Nações Unidas como modelo de boas práticas.
A violência sexual na África do Sul tem sido amplamente noticiada pela mídia local e internacional.

### Estatísticas policiais oficiais
O Serviço de Polícia da África do Sul (SAPS) divulga as estatísticas de criminalidade do país. A categoria “ofensas sexuais” inclui uma ampla gama de crimes, como estupro, abuso sexual, incesto, bestialidade, exibicionismo e outros crimes. O SAPS publica trimestralmente dados sobre estupros denunciados, além de um relatório anual (ano fiscal, de abril a março). Os valores na tabela a seguir incluem somente estupros denunciados.
| Ano     | Estupros denunciados | Taxa de estupro por 100 000 habitantes |
| ------- | -------------------- | -------------------------------------- |
| 2021/22 | 41 739               | –                                      |
| 2020/21 | 36 330               | –                                      |
| 2019/20 | 42 289               | 72                                     |
| 2018/19 | 41 583               | 72                                     |
| 2017/18 | 40 035               | 71                                     |
| 2016/17 | 39 828               | 71                                     |
| 2015/16 | 41 503               | 77                                     |
| 2014/15 | 43 195               | 80                                     |
| 2013/14 | 45 349               | 85                                     |
| 2012/13 | 48 408               | 92                                     |
| 2011/12 | 47 069               | 91                                     |
| 2010/11 | 48 158               | 95                                     |
| 2009/10 | 48 259               | 96                                     |
| 2008/09 | 46 647               | 95                                     |

## Estatísticas

### Pesquisas e outros estudos

#### Violência contra mulheres e crianças

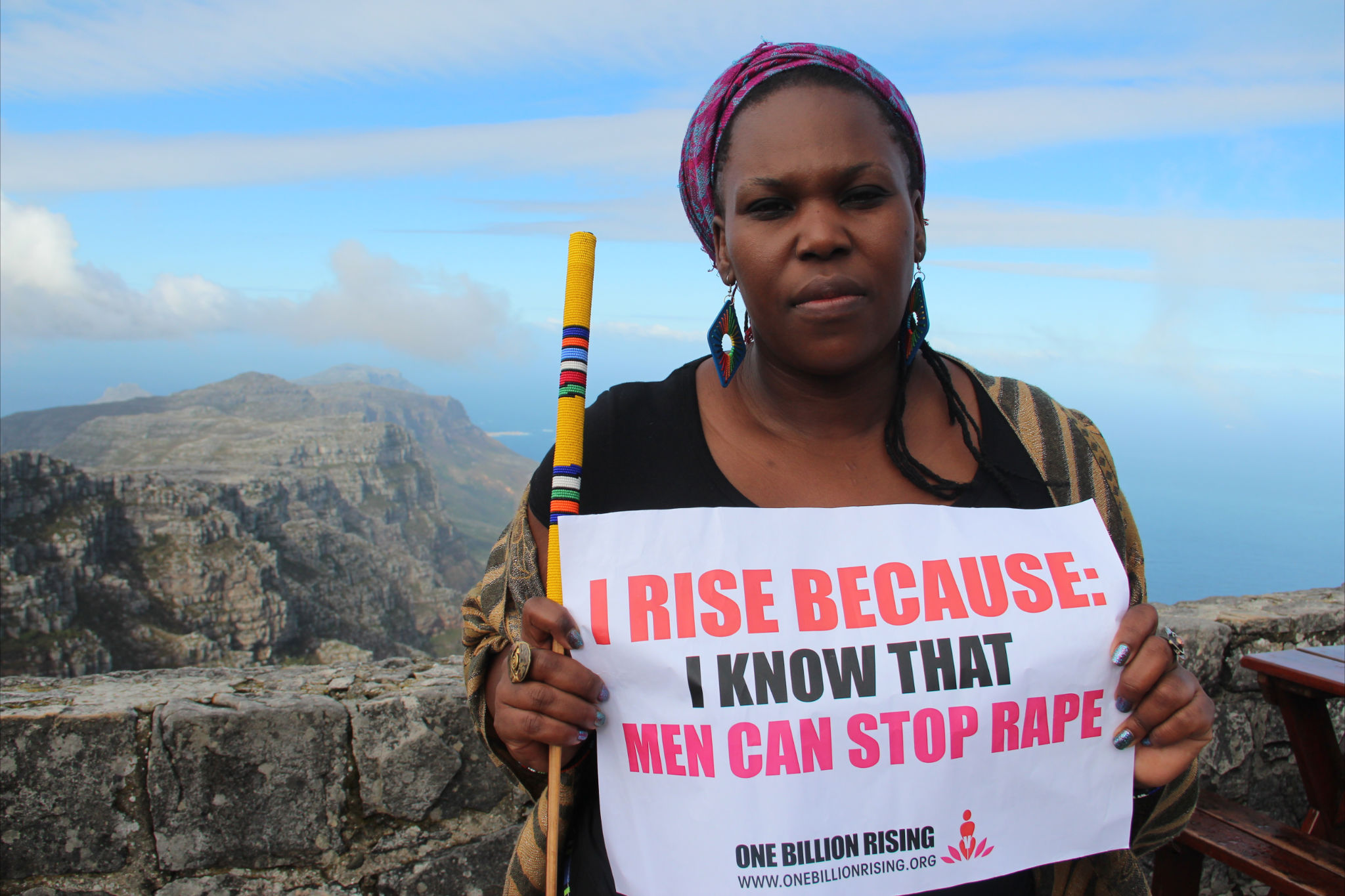
A atriz sul-africana Andrea Dondolo no Table Mountain, em Cape Town, como parte da campanha One Billion Rising, pelo fim da violência contra mulheres e meninas

Em 1998, uma em cada três das 4 000 mulheres entrevistadas em Joanesburgo declarou ter sido estuprada, segundo o Community Information, Empowerment and Transparency (CIET) Africa. Em 2001, grupos de defesa estimavam que uma mulher era estuprada a cada 26 segundos, enquanto a polícia sul-africana estimava um estupro a cada 36 segundos.
O estudo abrangente ‘Rape in South Africa’ de 2000 indicou que 2,1% das mulheres com 16 anos ou mais relataram ter sido abusadas sexualmente pelo menos uma vez entre o início de 1993 e março de 1998, resultado que conflita com a pesquisa do MRC. Já a pesquisa demográfica e de saúde de 1998 apontou uma prevalência de estupro de 4,0% entre mulheres de 15 a 49 anos nas residências amostradas.
O estudo de 2022 sobre violência de gênero conduzido pelo Conselho de Pesquisa em Ciências Humanas constatou que 9,8% das mulheres experimentaram violência sexual ao longo da vida, independentemente de estarem em união. Destas, 7,9% sofreram violência sexual por parceiro íntimo, e 7,5% dos homens admitiram ter perpetrado violência sexual contra parceiro íntimo em algum momento. O estudo revelou ainda que “a violência sexual ao longo da vida foi significativamente maior entre mulheres que conviviam sem se casar [14,9%] em comparação às casadas [8,5%]”.

#### Violência contra a comunidade LGBT
48% das pessoas sexualmente e de gênero minoritárias já sofreram violência sexual, segundo o estudo de 2019 ‘Are we doing alright? Realities of Violence, Mental health, and Access to Healthcare Related to Sexual Orientation and Gender Identity and Expression in South Africa’. O levantamento também indicou que a maioria dos casos contra pessoas LGBTI esteve relacionada à homofobia, com 61% dos participantes – e 67% entre negros – afirmando esse vínculo. Entre pessoas trans e não binárias, o índice subiu para 70%. O estudo comparou esses dados aos da população geral e concluiu que “a prevalência de violência sexual ao longo da vida entre pessoas LGBTI é muito maior do que na população em geral”.

#### Violência contra homens
O estudo de 2022 do Conselho de Pesquisa em Ciências Humanas mostrou que 2,3% dos homens adultos foram vítimas de violência sexual ao longo da vida (fora de casa), e 1,3% admitiu ter abusado sexualmente de outros homens.

### Diferenças regionais

Províncias da África do Sul

Em um estudo de 1997 nas províncias de Eastern Cape, Mpumalanga e Limpopo, 6,8% das mulheres em Mpumalanga, 5,0% em Limpopo e 4,5% no Eastern Cape relataram ter sido estupradas. Em 1998, Gauteng concentrou 20,6% dos presos por ofensas sexuais, seguida pelo Western Cape com 17,3%. A Northern Cape registrou a menor porcentagem (3,8%), seguida por Limpopo (2,6%).
A Pesquisa Nacional de Vítimas de Crime 2003 mostrou que, ao serem perguntados qual crime achavam mais comum na sua região, 14,6% dos entrevistados na Northern Cape indicaram estupro; já KwaZulu-Natal registrou o menor índice (1,7%).
Em média, os entrevistados classificaram o estupro como o 7º crime mais prevalente – atrás de arrombamento, furto, roubo, assassinato, furto de gado e agressão. Quanto ao crime temido, o estupro ficou em 3º lugar, somente depois de assassinato e arrombamento. Na Northern Cape, 40,8% dos entrevistados tinha mais medo de estupro; no Free State, 31,8%; já em KwaZulu-Natal e Mpumalanga, apenas 11,6% e 12,1%, respectivamente.
Em setembro de 2019, o presidente Cyril Ramaphosa reconheceu que a violência sexual contra mulheres aumentou no país, e em Cape Town chegou a ser empregada tropa militar no combate ao problema.

## Tipos

### Violência contra mulheres
O governo aponta que uma das causas é a cultura de patriarcado na África do Sul, firmemente enraizada em culturas negra e branca, e combater isso é visto como destruir tradições sul-africanas.
O perigo do estupro é intensificado pela prevalência de HIV/AIDS em áreas de habitação populares. Uma mulher estuprada após os 25 anos tem chance de 1 em 4 de ser atacada por um agressor HIV positivo, e mais mulheres são afetadas pelo HIV/AIDS do que homens. Os autores de estupro costumam ser homens conhecidos da vítima. Estima-se que um marido ou namorado mata uma mulher a cada seis horas no país. Muitos acreditam que estupro não ocorre em relacionamentos, mas uma em cada quatro mulheres relatou ter sido abusada pelo parceiro íntimo. Em 1993, o estupro conjugal foi proibido. Em setembro de 2019, Ramaphosa propôs leis que punem estupro com pena de morte e convocou sessão de emergência do Parlamento.

### Violência contra bebês e crianças
A África do Sul tem uma das maiores incidências de estupro de crianças e bebês do mundo. A Tears Foundation e o MRC afirmam que 50% das crianças serão abusadas antes dos 18 anos. Em 2009, 15% eram menores de 12 anos. Em 2017, 9% dos estupros denunciados eram de crianças de até nove anos.
Em 2000, foram reportados 21 538 estupros e tentativas de estupro de menores de 18 anos; em 2001, 24 892 casos. Grupos de bem-estar infantil acreditam que até 10 vezes mais casos não são reportados. O maior aumento ocorreu em crianças abaixo de sete anos. Um relatório sindical apontou um estupro infantil a cada três minutos. Cita-se um aumento de 400% na década que antecedeu 2002 e que ainda pode crescer. Um terço dos agressores são familiares próximos.
Casos de estupro de bebês de alto perfil incluem, em outubro de 2001, o de Tshepang, de nove meses, estuprada por um homem HIV positivo, que exigiu cirurgia reconstrutiva extensa em Cape Town. Em fevereiro de 2002, uma bebê de oito meses teria sido estuprada em grupo por quatro homens, exigindo ampla cirurgia reconstructiva.
Um fator importante para o aumento do abuso infantil é o mito de que fazer sexo com uma virgem cura AIDS. Esse mito da purificação pela virgindade também existe em Zâmbia, Zimbábue e Nigéria. Frequentemente, os agressores são parentes próximos ou responsáveis pela vítima.

### Estupro corretivo
Lésbicas em certas regiões enfrentam ambiente perigoso, pois o estupro corretivo é praticado para “converter” à heterossexualidade. O governo relatou à CEDAW discriminação contra lésbicas e gays em várias esferas. Acusam-no de tolerar a prática por temer parecer pouco “macho”.
Destaca-se o caso de Eudy Simelane, jogadora de futebol e ativista LGBT, que foi estuprada e assassinada. Trinta e uma lésbicas morreram nesses ataques na última década, e mais de dez são estupradas por semana apenas em Cape Town.
O estupro corretivo também atinge homens gays, embora seja menos reportado devido ao estigma.

### Violência contra homens
Em 2009, 3,5% dos homens relataram ter sido forçados a relações com outros homens. Em 2012, 19,4% das vítimas adultas de abuso sexual eram homens; estima-se que um em cada cinco adultos masculinos sofra violência sexual, mas homens têm 10 vezes menos chance de denunciar. Existem poucos serviços de apoio a homens vítimas, o que dificulta denúncias.

### Estupro em prisões
Quase metade dos detentos pesquisados pela Inspetoria Judicial de Serviços Correcionais relatou que o abuso sexual ocorre “às vezes”, “frequentemente” ou “muito frequentemente”. A violência sexual nas prisões está ligada à violência de gangues, e quem é abusado tende a ser atacado repetidamente. Sobreviventes relatam que autoridades consideram “males no presídio esperados”. Estudos apontam que “novos detentos em prisões masculinas são estuprados logo na chegada por todos os membros da cela”. A alta prevalência de HIV colabora para a gravidade do problema.

## Perpetradores

### Homens
Estudos em Western Cape (2014–2015) estimaram que 15% dos homens estupraram mulheres não parceiras. Em Gauteng (2010), 37,4% admitiram ter estuprado. Em 2009, 25% de um grupo de 1 738 homens nas províncias de KwaZulu-Natal e Eastern Cape admitiram estupro, quase metade mais de uma vítima. Publicações noticiaram erroneamente extrapolações para todo o país. Quase 75% forçaram sexo antes dos 20 anos; 10% antes dos 10 anos.

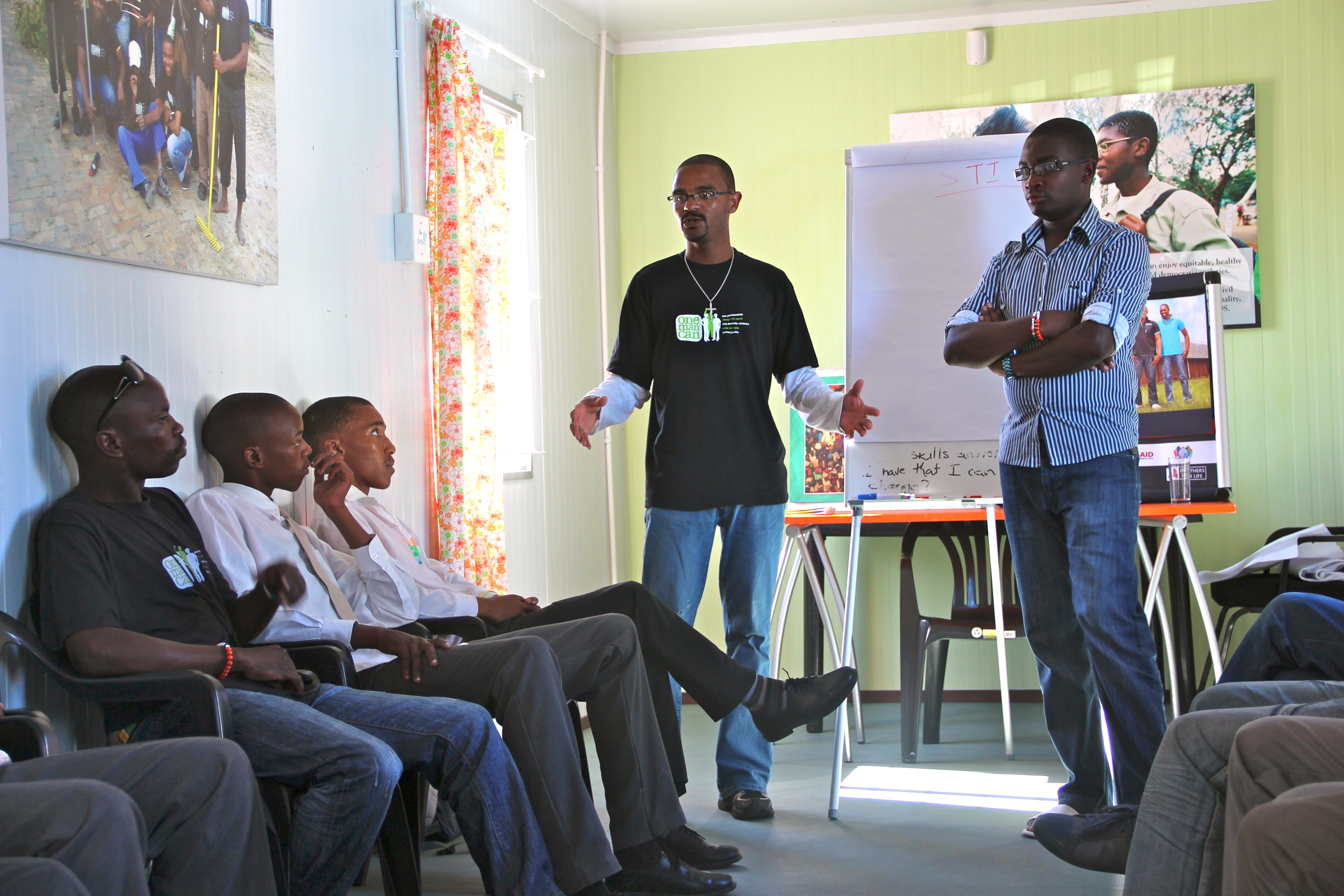
O programa Sonke Gender Justice na África do Sul busca transformar atitudes de homens e meninos em relação a mulheres e meninas.

O MRC afirma que “formas de violência sexual consideradas não físicas são vistas como comportamento masculino normal”. A pesquisa também relata que estupro em grupo é visto como forma de confraternização masculina. Em 1994, 76% dos homens achavam que mulheres têm direito de negar sexo, 33% que não decidem sobre aborto, e 10% admitiam que homem bata na mulher.

### Crianças e adolescentes
Em 2007, 60% de meninos e meninas (10–19 anos) no CIET admitiram não achar violento forçar alguém conhecido a fazer sexo, e 11% de meninos e 4% de meninas confessaram ter forçado relação sexual. 12,7% acreditavam no mito da purificação pela virgindade.
Em pesquisa com 1 500 estudantes em Soweto, 25% dos meninos disseram achar “divertido” o “jackrolling” (estupro em grupo); mais da metade acreditava que “não” significa “sim”. Idade está associada à propensão a estuprar: homens de 20–40 anos são mais propensos a estuprar.

### Professores
Outro problema é o abuso sexual e assédio em escolas por professores e colegas. Segundo a Human Rights Watch, meninas de todas as classes sociais sofrem violência em banheiros, salas vazias e dormitórios. Muitos casos não são denunciados à polícia, pois escolas preferem resolver internamente, dificultando justiça. A violência impacta o desempenho escolar e cria barreiras ao ensino.

## Legislação
A Constituição da República da África do Sul garante dignidade, igualdade e liberdade no Bill of Rights. Assegura liberdade e segurança, inclusive contra violência, e integridade física e psicológica. O país é signatário da Convenção sobre a Eliminação de Todas as Formas de Discriminação contra a Mulher e relatou ao comitê ações da Comissão da Verdade e Reconciliação e o papel dos tribunais.
O Parlamento da África do Sul aprovou o Criminal Law (Sexual Offences and Related Matters) Amendment Act, 2007, em vigor desde 16 de dezembro de 2007. A lei revisa e amplia definições e punições de ofensas sexuais, definindo:
- estupro e estupro forçado[53]
- abuso sexual[53]
- coerção sexual e autoabuso[53]
- exposição forçada a partes sexuais[53]
- pornografia infantil[53]
- incesto[53]
- bestialidade[53]
- atos de necrofilia[53]

Também trata de ofensas sexuais contra crianças, exploração sexual, pornografia, testemunho forçado e crimes contra deficientes mentais; prevê serviços a vítimas, teste de HIV para acusados e criação de cadastro nacional de agressores. Em 25 de novembro de 1996, o Departamento de Justiça e Desenvolvimento Constitucional lançou campanha nacional de prevenção da violência contra mulheres.
A definição de estupro no Artigo 3 da lei é:
 Qualquer pessoa (“A”) que, sem consentimento de “B”, cometa ato de penetração sexual, é culpada de estupro.
 E “penetração sexual” abrange: 
 Qualquer ato que cause penetração, ainda que mínima, por meio de
(a) órgãos genitais de uma pessoa na vagina, ânus ou boca de outra;
(b) qualquer outra parte do corpo ou objeto, inclusive parte de animal, na vagina ou ânus de outra;

 (c) órgãos genitais de animal na boca de outra.
O estupro conjugal é ilegal (Art. 56):
 Não constitui defesa válida a alegação de que havia relação conjugal ou outra relação entre acusado e vítima.
Para sentenças, o Art. 3(aA) da Lei de Emenda de Sentenças de 2007 estabelece que não são circunstâncias atenuantes:
(i) histórico sexual da vítima;
(ii) ausência de lesão física aparente;
(iii) crenças culturais ou religiosas do acusado;
(iv) relação prévia entre acusado e vítima.

### Taxas de denúncia e condenação
Estima-se que mais de 40% das mulheres sul-africanas serão estupradas, e apenas 1 em cada 9 estupros é denunciado. Apenas 14% dos agressores são condenados. Em 1997, violência contra mulheres tornou-se crime prioritário, mas estupro, abuso infantil e violência doméstica continuam em alta.
Relatórios apontam descrença na polícia pós-apartheid e preconceitos de agentes, além de obstáculos no acesso a serviços, especialmente em áreas rurais. O “princípio da cautela” exige que juízes sejam cautelosos com provas sem corroboração, desencorajando vítimas. Pesquisa revelou que 33,3% das vítimas não denunciaram por medo de retaliação, 9,6% por descrença na polícia e 9,2% por constrangimento.

## Respostas
O Governo da África do Sul aprovou leis para enfrentar a igualdade de gênero e a violência doméstica. A Unidade de Delitos Sexuais e Assuntos Comunitários foi criada em 1999 no âmbito da Autoridade Nacional do Ministério Público (NPA). A partir de 2005, foram estabelecidos os Tribunais Especializados em Ofensas Sexuais.

### Centros de Atendimento Thuthuzela
Desde 1999, a SOCA, sob a NPA, em parceria com a USAID, desenvolveu os Centros de Atendimento Thuthuzela (CAT). Em 2006, surgiram as unidades “one-stop” conhecidas como CAT, com objetivo de “transformar vítimas de violência de gênero em sobreviventes” por meio de apoio psicossocial, médico e jurídico. Os CAT oferecem atendimento médico forense de emergência (até 72 h após o estupro), psicossocial, gestão de casos e suporte legal.
Até setembro de 2022, já havia 58 CAT distribuídos pelo país. A construção e manutenção é bancada pelo governo, com apoio do setor privado; os centros devem estar vinculados a delegacias. Também realizam campanhas de conscientização e medidas de redução do HIV para vítimas.
Estudo de 2015 com dados de quatro CAT em Gauteng (2012–2014) mostrou satisfação dos atendidos e relação positiva com a equipe. Segundo estudo de 2023, os CAT elevaram dez vezes as taxas de condenação em cinco anos e reduziram o tempo de julgamento de dois anos a sete meses, alcançando convicções de 84–89%. O modelo é reconhecido pela ONU como “prática referencial” para centros de apoio a vítimas.
Em Cape Town, há CAT no Hospital Karl Bremer, no Heideveld Hospital e no Hospital Victoria, Cape Town (onde fica a unidade forense). Em 2012–2013, o CAT de Sinawe, em Mthatha, foi premiado como o melhor do país.

### Outras iniciativas
Iniciativas de base, como a Coalizão Shukumisa (mais de 60 organizações), e protestos como o Total Shutdown Movement (2018) levaram à realização de uma Cúpula Nacional sobre Violência de Gênero e Feminicídio e à implementação do Plano Estratégico Nacional para GBVF.

## Retratação na mídia
O tema tem sido retratado em veículos diversos desde os anos 1990. Críticas apontam foco em vítimas brancas, de classe média e educadas, não atacadas por familiares.

### Notícias e eventos
Em abril de 1999, oficial da UNICEF dos EUA foi estuprada em assalto durante visita.
Em novembro de 2005, o então vice-presidente Jacob Zuma foi acusado de estuprar mulher HIV positiva; foi absolvido em 2006, mas admitiu relação consensual sem preservativo.
A jornalista Charlene Leonora Smith relatou seu próprio estupro e afirmou que “o estupro é endêmico”.
No colégio de Oprah Winfrey em Joanesburgo, a monitora Tiny Virginia Makopo foi acusada de abuso de estudantes.
Em ‘Big Brother África’ (2007), acusação de agressão sexual entre participantes gerou polêmica e discussão sobre consentimento.
O cracista Makhaya Ntini foi condenado e depois absolvido em apelação por estupro de estudante de 22 anos (1999).
Em 2012, a LIGA das Mulheres do ANC organizou marcha de minissaias contra ataques a mulheres por usá-las. A ESPN recebeu prêmio Gold por documentário “Corrective Rape” no New York Festivals Television and Film Awards (2011).
Em agosto de 2019, o assassinato de Uyinene Mrwetyana por funcionário dos correios em Claremont, Cape Town chocou o país e gerou mobilização nacional contra femicídio.

### Literatura e ficção
Alguns romances e filmes abordam o tema no contexto do Apartheid. Antjie Krog’s Country of My Skull explora a Comissão da Verdade e relatos de violência sexual na época do Apartheid. O romance Disgrace, de J. M. Coetzee, retrata o estupro de uma jovem branca por três homens negros no Eastern Cape. The Writing Circle, de Rozena Maart, narra experiências de violência entre jovens mulheres em Cape Town. O documentário Rape for Who I Am (2006) aborda a vida de lésbicas negras no país.